# Nicholas Carr (Gräzist)
Nicholas Carr (* 1524 in Newcastle upon Tyne; † 3. November 1568 in Cambridge) war ein englischer Gräzist und Arzt.
Er wurde in der englischen Stadt Newcastle geboren und in jungem Alter an das Christ’s College der Universität Cambridge geschickt. Hier wechselte er später zur Pembroke Hall, wo Nicholas Ridley sein Tutor war.
Bei der Gründung des Trinity College im Jahre 1546 wurde er zu einem der ersten Fellows ernannt und erhielt im folgenden Jahr eine Anstellung als Regius Professor of Greek. Durch seine Vorlesungen über Demosthenes, Platon, Sophokles und andere Schriftsteller erwarb er sich einen Ruf als Gelehrter. Nachdem er zunächst eine Lobrede auf Martin Bucer verfasst und an John Cheke versandt hatte, wandte er sich 1558 mit einer eidesstattlichen Erklärung gegen die Häresie und die Lehre von Bucer und Paul Fagius. Im selben Jahr erwarb er den Grad eines Doktors der Medizin und begann aus finanziellen Gründen in Cambridge als Arzt zu praktizieren, wobei er gleichzeitig während vier weiteren Jahren Vorlesungen über griechische Literatur hielt. Carr starb am 3. November 1568 im selben Haus, in dem Bucer in Cambridge gewohnt hatte.
Sein bekanntestes Werk ist De Scriptorum Britannicorum Paucitate et Studiorum Impedimentis Oratio, gedruckt 1576.